# Parathylia diversicornis
Parathylia diversicornis är en skalbaggsart som beskrevs av Stefan von Breuning 1958. Parathylia diversicornis ingår i släktet Parathylia och familjen långhorningar. Inga underarter finns listade i Catalogue of Life.